# Staller-nyereg
A Staller-nyereg avagy Staller-hágó (németül Stallersattel, olaszul Stalle) Ausztria és Olaszország közös határán levő magashegyi (2052 m) hágó és határátkelőhely az Alpokban. Az út az osztrák 108-as főútból Hubennél nyugati irányban ágazik ki, kezdetétől 10%-os, a hágónál (határállomásnál) 12%-os emelkedéssel. Az út áthalad St. Veit in Defereggen, St. Jakob in Defereggen és Erlbach településeken. Tőle nyugatra folytatódó szakasza Antholz (Anterselva) településen át Bruneck (Brunico) településben csatlakozik az E 66-os (49. számú) olaszországi főúthoz.

## A hágó környezete
Az alpesi hágó az osztrák Kelet-Tirol körzetet és az olasz Dél-Tirolt (Bolzano megyét) köti össze. Környezete földrajzi-, közlekedés-, valamint turisztikai szempontból is mozgalmas térség. Egyértelműen magashegyi zóna, melynek mintegy kelet-nyugati felezővonalát a kialakult Isel-völgy képezi. A völgy északi szomszédja Ausztriában a  Venediger-csoport (Großvenediger, Sädnig 3662 m., ill. 3173 m.), Olaszországban a Vedrette di Ries-csoport  (Riesenfernergruppe 3436, ill. 3357 m.). A déli völgyfalat az osztrák Defereggen-csoport (Weiße Spitze: 2963 m., ill Gölbner: 2943 m.) olaszországi részén a Puster-völgy (St. Magdalena in Gsies: 2617 m) hegyei képezik.

## Az ausztriai hágóút
A Defereggen-völgy mintegy 40 kilométeres és a Hubertől számolt első 28 km-én jó minőségű aszfaltút halad. A völgy települései üdülő-, illetve klimatikus gyógyhelyek (Sankt Veit, Sankt Jakob, itt az ún. „Bad Grünmoos” gyógyfürdő). A hágóút a Sankt Jakob-hoz tartozó Erlsbachtól kezdve szerényebb kialakítású, s ez a vidék tulajdonképpen a magashegyi mászósport területe. Megjegyzendő, hogy ez egy történelmi időktől kezdve használt útvonal. Manapság a tranzit-közlekedéstől a nagyforgalmú déli út (a Puster-völgyben, Silliantól Bruneckig vezető osztrák B100, ill. olasz SS-49. sz főútvonal: E66) jelentősen tehermentesíti, s így ennek az hegyi útnak főleg a helyi természeti- pihenési, sportolási adottságai érvényesülhetnek. Manapság a terepmotorsport is felfedezte.

## A hágó
A hágótúrát osztrák oldalról kezdve, a tulajdonképpeni (nem táblával jelzett) hágózóna Erlsbach nyugati határától kezdődik, egy kiszélesedő völgyszakasszal, melynek mélyén  a gyorsfolyású patak, az északi hegyoldal szerinti oldalon a közút halad. Itt egy fából készült emlékoszlop és jelzőtábla-oszlop van. Az osztrák oldalon került kialakításra a platószerű hágótérség. Turistajellegű és emlékhely-szerű a kialakítása. Szobrok, pihenőhelyek, vízvételi lehetőség, egy modern turisztikai reklámlétesítmény. A hágó torkában őrhelyszerű építmény áll, de a schengeni egyezmény miatt nincs őrség és ellenőrzés. 
Hirdetőtábla a közlekedési rendről (1/2 óránkénti váltás a hágón történő egysávos kiépítettség miatt. Piros-zöld lámpajelzés. A kialakított parkolóhoz szokásos turistaellátó pavilon működik. A parkoló felőli oldalról nagyszerű kilátás nyílik az olasz irányban lévő látványos völgyfolytatásra és a mélyben fekvő magashegyi tóra.

## Az olaszországi hágóút
Az államhatár és a tulajdonképpeni hágó azonos. Az olasz szakasz az Antholzi-völgyben halad. A hágóból kivezető hirtelen ún. 88-as  szerpentinnel induló olasz hágóút-szakasz esése (olasz-oldalról emelkedése) a hágótól távolodva némiképpen mérséklődik, de határozott magashegyi jellegét megtartja, Bruneck előtt még 12%-os lejtés/emelkedésű. Hubertől Erlsbachig, illetve a hágótól Bruneckig az út kiépítettsége jó, közvetlenül a hágó előtti osztrák oldalon, egy szélesebb, legelőszerű platón viszont gyenge minőségű. Itt csak „vadparkolási” lehetőségek vannak.

## Közlekedési körülmények
A hágón idegenforgalmi időszakban jelentős gyalogos-, motoros-, kerékpárforgalom bonyolódhat. Átutazóknak számolni kell a váltott egyirányúsítás okozta esetleges várakozásra.

## Képgaléria

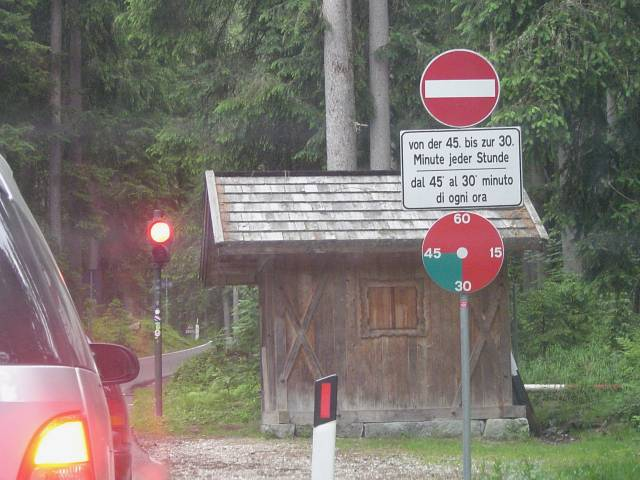